# Casaletto Vaprio
Casaletto Vaprio (Casalèt in dialetto cremasco) è un comune italiano di 1 768 abitanti della provincia di Cremona, in Lombardia.

## Geografia fisica
Casaletto Vaprio confina a nord con Capralba, a nord - ovest con Quintano, a ovest con Trescore Cremasco, a sud - ovest con Cremosano e a sud - est con Campagnola Cremasca.
Il territorio del comune è al 100% pianeggiante, attraversato dai canali della Roggia Oretta e della Roggia Alchina, tutti e due nella parte orientale del paese. Proprio da quest'ultimo, al confine con il comune di Capralba, sorgono diverse cascine dedite all'agricoltura e all'allevamento, con una fitta rete di alberi lungo la Strada Comunale del Moso, nella, così chiamata, Alchina.

## Origini del nome
Secondo alcuni documenti (datati tra l'VII secolo d.C. ed il XII secolo), il paese portava unicamente il nome Vaprio. È solo in un documento del 1178 che viene designato Casaletto. Alla fine del XV secolo, per distinguerlo da un altro paese di nome Casaletto (ovvero Casaletto Ceredano), gli fu aggiunto il nome Vaprio. Il vocabolo, a differenza del termine Casaletto ("piccolo nucleo di case") è di difficile interpretazione. Il termine Vaprio indicava fino al 1102 il Vicariato Foraneo di Trescore Cremasco, mentre passerà poi ad indicare la sola località di Casaletto. Ciò vuol dire che il nome Vaprio servisse in origine ad indicare tanto la località principale quanto la zona di cui era centro: questo avrebbe conferma nel fatto che il nome stesso è stato imposto, anche se in forma alquanto diversa, anche ad altre località del Cremasco.

## Storia
È anzitutto da notare che la chiesa di Casaletto ha per titolare san Giorgio martire e che a san Michele arcangelo era dedicata un'altra chiesa demolita nel 1550, a memoria della quale è rimasto il nome San Michele ad un campo nelle vicinanze dell'abitato.
Per gli avvenimenti posteriori sappiamo che da bolle dei papi Callisto III e Alessandro III, che Casaletto, ossia la chiesa di San Giorgio Martire, era possesso dei benedettini di Crema, i quali vi condussero un'opera assidua e progressiva di bonifica come era loro metodo e merito.
Dal possesso dei benedettini, Casaletto passò, alla fine del XV secolo, ai Signori Benvenuti, che vi ebbero residenza nobile nell'edificio che ancora sorge presso il campanile.
Il ventitreenne Giovanni Battista Benvenuti, istigato dalla madre Giulia Benvenuti, il 19 novembre 1681 appostatosi poco fuori dall'abitato, uccise con un colpo di archibugio il rettore parroco di Casaletto, sac. Giuseppe Crotti, che, ignaro, ritornava da Quintano. Pretesto: vendicare un supposto affronto che la madre avrebbe ricevuto dal parroco stesso; in realtà per vendicarsi dei forti richiami che il sacerdote faceva in chiesa contro costumi troppo scorretti di quella donna. Il sacrilego assassino morì poi combattendo contro i Turchi, a trentasei anni, nel marzo 1694. Da allora, per riparare all'offesa fatta alla parrocchia, nella persona del suo parroco, ai parroci di Casaletto venne concesso il titolo onorifico di arcipreti.

### Simboli
Lo stemma e il gonfalone sono stati concessi con decreto del presidente della Repubblica del 23 gennaio 1984.
Stemma
Gonfalone

## Monumenti e luoghi d'interesse
Le prime notizie su una chiesa nel luogo di Casaletto Vaprio risalgono agli inizi del XII secolo; non è detto che sia l'attuale; la dedizione a San Giorgio è indice di grande antichità, solitamente longobarda.
Nel XV secolo fu eretto un nuovo edificio e nel 1571 fu istituita la confraternita del Santissimo Sacramento. La parrocchia fino all'11 aprile 1580 faceva parte della diocesi di Piacenza ma con la Super universas di Gregorio XIII passo a quella di Crema compresa nella diaconia di Trescore, ma nel secolo successivo passò a quella di Quintano.
La chiesa fu consacrata nel 1611 da Gian Giacomo Diedo. Nei secoli XVIII, XIX e XX secolo la chiesa faceva parte del vicariato di Trescore.
L'impianto ad archi acuti trasversali nella navata, su cui appoggiano longitudinalmente le travi del tetto, è chiaramente gotico.
Dati i ritardi stilistici locali, ciò significa tardo Quattrocento, il che sarebbe coerente con una notizia di affreschi datati 1528. Non ha riscontri, ma sarebbe plausibile il perdurare delle opere di decorazione, tanto più che la chiesa viene consacrata nel 1611, e forse a questo punto sono realizzati gli apparati classici a stucco del presbiterio, delle cappelle laterali e della navata.
In questa ipotesi gli affreschi attribuiti a Gian Giacomo Barbelli (il maggior pittore cremasco del Seicento attivo intorno al 1630 quindi posteriore di oltre vent'anni) sarebbero realizzati entro le cornici plastiche precedenti. In caso contrario, anche gli stucchi sarebbero prodotti dall'entourage di Barbelli.
Fra il 1912 e il 1914 fu costruita una nuova chiesa, e la precedente fu sconsacrata; successivamente vennero staccati gli affreschi e venduti ad un importante collezionista di Crema. Nel 2019 il ciclo di affreschi viene riacquistato dall'Amministrazione Comunale, alla quale nel 1989 è passata la proprietà della ex Chiesa parrocchiale, e dopo un attento restauro gli affreschi sono stati ricollocati nelle loro sedi originarie, operazione di fatto unica in Italia.

## Società
La popolazione si concentra prevalentemente nel centro e nella zona vicino al confine con Trescore Cremasco.
La lingua prevalentemente parlata è l'italiano, anche se gli anziani casalettesi a volte comunicano con il dialetto cremasco.

### Evoluzione demografica
Abitanti censiti

### Etnie e minoranze straniere
Al 31 dicembre 2020 i cittadini stranieri sono 106. Le comunità nazionali numericamente significative sono:
1. Romania: 76
2. India: 30

## Economia
Per quanto riguarda l'economia, l'agricoltura è l'attiva prevalentemente svolta, seguita poi dall'allevamento; svolte in particolare presso il corso della Roggia Alchina.
In quest'ultimo si pescano in particolare trote e pesci molto piccoli.
Le industrie sono concentrate a est della stazione ferroviaria, lungo la Roggia Alchina, in particolare tessili, chimiche e aeronautiche.
Il turismo non può contare su alcuna risorsa, e le vie di comunicazione sulla stazione ferroviaria della ferrovia Treviglio-Cremona.

## Infrastrutture e trasporti

### Strade
Il territorio è attraversato dalle seguenti strade provinciali:
- CR SP 2 Crema-Vailate
- CR SP 80 Pandino-Casaletto Vaprio
- CR SP 80 Pianengo-Cremosano

### Ferrovie
Il paese è servito da una propria stazione ferroviaria posta sulla ferrovia Treviglio-Cremona.

## Amministrazione
Elenco dei sindaci dal 1985 ad oggi.
| Periodo | Periodo   | Primo cittadino   | Partito                         | Carica  | Note |
| ------- | --------- | ----------------- | ------------------------------- | ------- | ---- |
| 1985    | 1990      | Mario Martellosio | Democrazia Cristiana            | sindaco |      |
| 1990    | 1995      | Amedeo Giuliani   | Partito Socialista Italiano     | sindaco |      |
| 1995    | 1999      | Amedeo Giuliani   | lista civica di centro-sinistra | sindaco |      |
| 1999    | 2004      | Ennio Patrini     | lista civica di centro-sinistra | sindaco |      |
| 2004    | 2009      | Leonardo Zaniboni | lista civica                    | sindaco |      |
| 2009    | 2014      | Marcello Bergami  | lista civica                    | sindaco |      |
| 2014    | in carica | Ilaria Dioli      | lista civica                    | sindaco |      |